# Malte Sommelius
Malte Johan Teodor Sommelius, född 29 april 1851 i Holje, Blekinge län, död 9 november 1922 under ett besök i Stockholm, var en svensk affärs-, kommunal- och riksdagsman. Han var son till apotekaren Karl Johan Sommelius, brorson till poeten och militären Gustaf Lorentz Sommelius och far till tidningsmannen Ove Sommelius.

## Biografi
Efter avlagd studentexamen 1872 i Kristianstad påbörjade Sommelius studier till präst. Men efter ett par år vid Lunds universitet tog han anställning vid Kristianstads enskilda bank, där han gjorde snabb karriär och slutligen blev ordförande i Bank AB Södra Sverige, vilket han var fram till 1910. Från detta år ägnade han sig helt åt industrin och kommunalpolitiken. Redan 1892 verkställande direktör i Helsingborgs sockerfabriks AB, främjade han genom insiktsfull skötsel i hög grad detta företag, och då det 1907 uppgick i Svenska Sockerfabriks AB, blev han en av dettas direktörer. Han var även ordförande i Luggude härads mejeriförening. Han var även styrelseordförande i Helsingborgs Jutefabriks AB, Helsingborgs Gummifabriks AB och Helsingborgs Järn- och lerkärlfabriks AB.
I slutet av 1880-talet invaldes han i Helsingborgs stadsfullmäktige, där han under årens lopp fick allt större inflytande och 1908 blev ordförande. Han var medlem, styrelseledamot, eller ordförande i en mängd företag, inrättningar och kommittéer, till exempel Helsingborgs sparbank, Helsingborgs högre handelsinstitut, köpmannaförening och handelsförenings fullmäktige, Helsingborgs sjuksköterskehem, stadens orkesterförening, vars verksamhet under hans vice ordförandeskap kraftigt befordrats, Helsingborg-Landskrona-Eslövs järnvägs AB, Malmöhus läns skogsvårdsförening och Baltiska utställningens förvaltningsutskott. Åren 1912-1921 var han högerrepresentant för trestadsvalkretsen Helsingborg-Landskrona-Lund i Andra kammaren, där han 1917 var ledamot av särskilda utskottet för dyrtidstillägg med mera, 1918-1921 ledamot av bankoutskottet och 1921 ekonomideputerad. I riksdagen arbetade han särskilt för det skånska näringslivets intressen och strävade bland annat med framgång att vinna riksdagens stöd för djupborrningar i Skåne. Han ägnade även intresse åt undervisnings- och andra kulturella frågor.
Sommelius gravvård återfinns på Donationskyrkogården i Helsingborg.

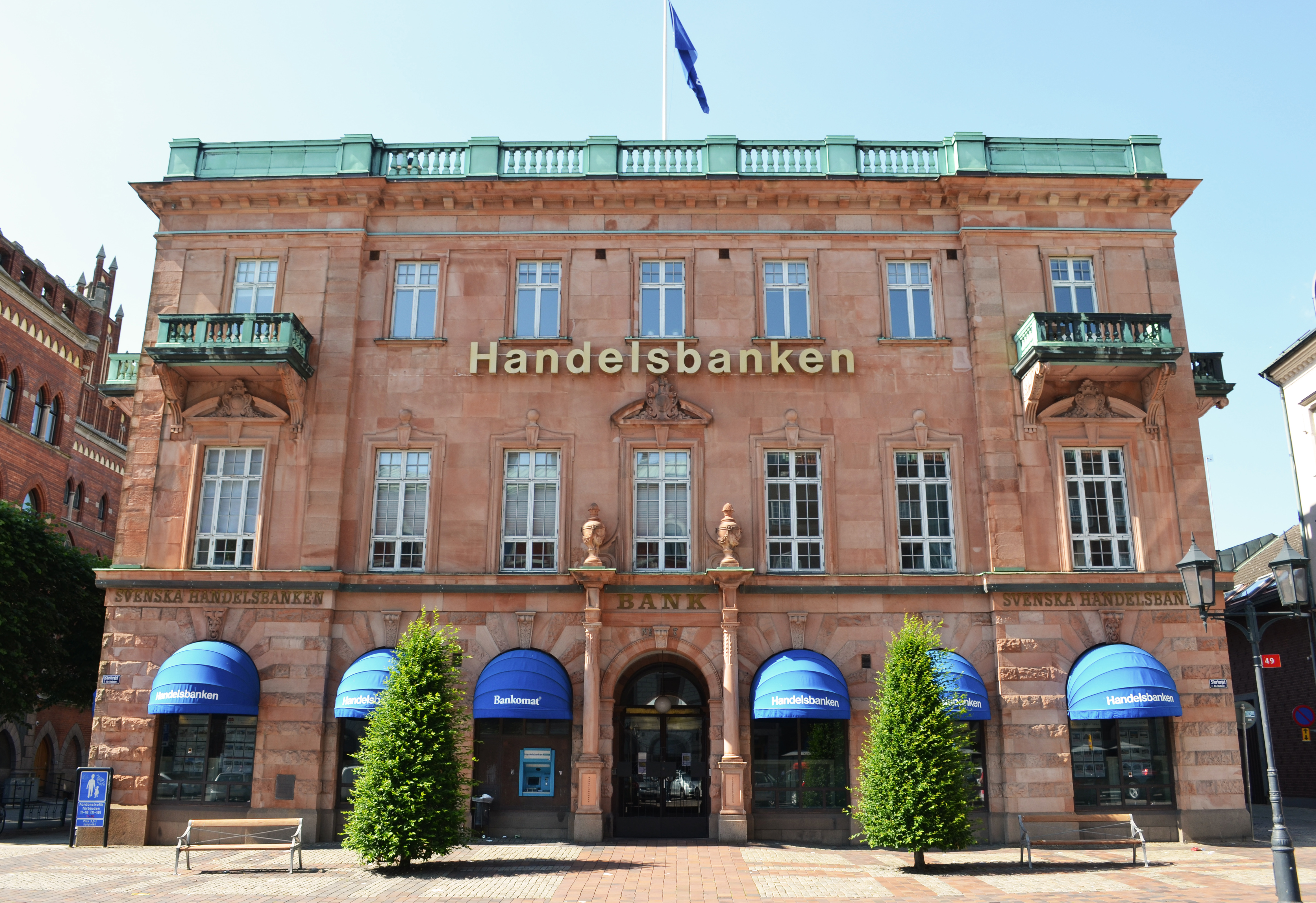
Bank AB Södra Sveriges byggnad på Stortorget.
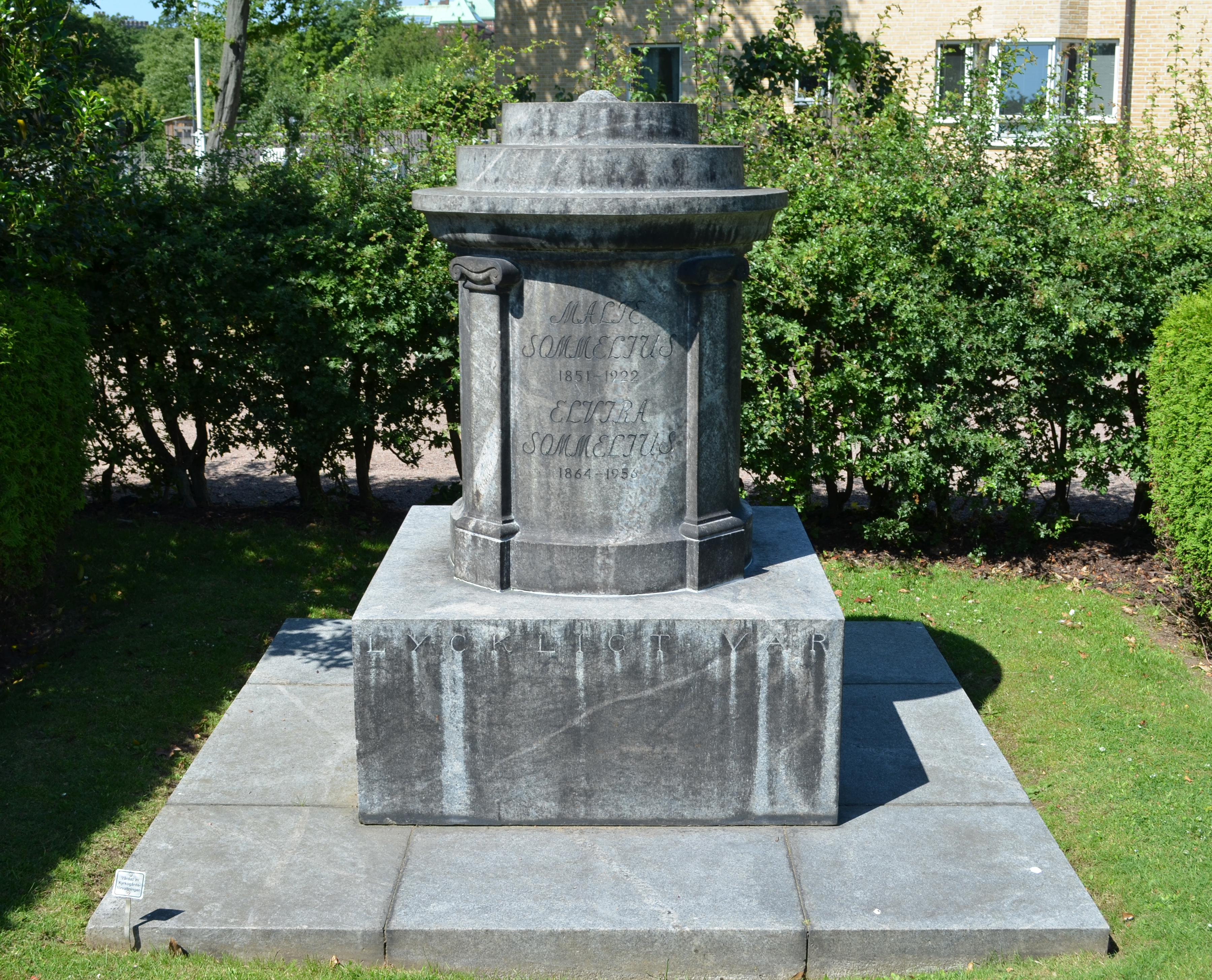
Malte Sommelius grav på Donationskyrkogården i Helsingborg.